# Kynologikos Omilos Ellados
Kynologikos Omilos Ellados (KOE) är Greklands nationella kennelklubb. Den är medlem i den internationella kennelfederationen Fédération Cynologique Internationale (FCI). Den är de grekiska hundägarnas intresse- och riksorganisation och för nationell stambok över hundraser. Organisationen grundades 1984 och har sitt huvudkontor i Ágios Stéfanos.